# پسر ۲ (فیلم ۲۰۲۰)
برامز:پسر ۲ (به انگلیسی: Brahms: The Boy II) فیلم با ژانر ترسناک به کارگردانی ویلیام برنت بل محصول ۲۰۲۰ ایالات متحده آمریکا است. این فیلم در تاریخ ۲۱ فوریه ۲۰۲۰ در ایالات متحده اکران شده‌است.

## داستان
خانواده ای به یک عمارت واقع در ناحیه‌ای ییلاقی نقل مکان می‌کنند. پسر نوجوان آنها، عروسکی کثیف و غبارآلود به نام برامز را پیدا می‌کند و خیلی زود با این عروسک مرموز، رابطه دوستانه برقرار می‌کند و...

## بازیگران
- کیتی هولمز در نقش لیزا
- اوین یومان در نقش شان
- کریستوفر کانوری در نقش جود
- رالف اینسون در نقش جوزف
- آنجلی جی در نقش دکتر لارنس
- الیور رایس در نقش لیام
- ناتالی مون در نقش پاملا
- دافنه هوسکینز در نقش سوفی
- جولی کالینز در نقش مری